# 체외진단의료기기
체외진단의료기기(IVD, In Vitro Diagnostics Devices)는 질병 진단과 예후 판정, 건강상태의 평가, 질병의 치료 및 효과 판정, 예방 등의 목적으로 인체로부터 채취된 조직, 혈액, 소변 등의 검체를 이용한 검사에 사용되는 의료기기를 의미한다. 체외진단의료기기의 성능을 증명하기 위해서는 검체를 분석하여 임상적, 생리적, 병리학적 상태와 관련된 결과를 확인하는 임상적 성능시험이 필수적이다.

## 체외진단의료기기의 목적에 따른 분류
- 생리학적 또는 병리학적 상태를 진단할 목적으로 사용되는 제품
- 질병의 소인을 판단하거나 질병의 예후를 관찰하기 위한 목적으로 사용되는 제품
- 선천적인 장애에 대한 정보 제공을 목적으로 사용되는 제품
- 혈액, 조직 등을 다른 사람에게 수혈하거나 이식하고자 할 때 안전성 및 적합성 판단에 필요한 정보 제공을 목적으로 사용되는 제품
- 치료 반응 및 치료 결과를 예측하기 위한 목적으로 사용되는 제품
- 치료 방법을 결정하거나 치료 효과 또는 부작용을 모니터링하기 위한 목적으로 사용되는 제품

## 체외진단의료기기의 등급분류
체외진단의료기기의 등급은 체외진단의료기기법 시행규칙에 따라 분류한다. 그 안전관리의 수준에 따라 4개 등급으로 분류하되, 안전관리의 수준이 높은 순서에 따라 4등급, 3등급, 2등급 및 1등급으로 구분한다. 체외진단의료기기의 등급이 지정된 경우 식품의약품안전처 홈페이지에 내용이 게재된다.

## 품목별 허가
- 제조허가
  - 3등급 또는 4등급 체외진단의료기기
  - 1등급 또는 2등급 체외진단의료기기 중 이미 품목류별 또는 품목별 제조허가, 인증을 받거나 신고를 한 체외진단의료기기와 동등하지 않은 기기
  - 2등급 체외진단의료기기 중 일부
- 제조인증: 2등급 체외진단의료기기 중 위에 해당하지 않는 것
- 제조신고: 1등급 체외진단의료기기 중 위에 해당하지 않는 것